# Guémappe
Guémappe és un municipi francès situat al departament del Pas de Calais i a la regió dels Alts de França. L'any 2007 tenia 359 habitants.

## Demografia

### Població
El 2007 la població de fet de Guémappe era de 359 persones. Hi havia 128 famílies de les quals 16 eren unipersonals (4 homes vivint sols i 12 dones vivint soles), 40 parelles sense fills, 64 parelles amb fills i 8 famílies monoparentals amb fills.
La població ha evolucionat segons el següent gràfic:
Habitants censats

### Habitatges
El 2007 hi havia 136 habitatges, 129 eren l'habitatge principal de la família, 1 era una segona residència i 6 estaven desocupats. Tots els 136 habitatges eren cases. Dels 129 habitatges principals, 122 estaven ocupats pels seus propietaris, 4 estaven llogats i ocupats pels llogaters i 3 estaven cedits a títol gratuït; 1 tenia dues cambres, 2 en tenien tres, 27 en tenien quatre i 99 en tenien cinc o més. 119 habitatges disposaven pel capbaix d'una plaça de pàrquing. A 44 habitatges hi havia un automòbil i a 79 n'hi havia dos o més.

### Piràmide de població
La piràmide de població per edats i sexe el 2009 era:
| Homes | Edats   | Dones |
| ----- | ------- | ----- |
| 0     | 95 o +  | 0     |
| 0     | 90 a 94 | 0     |
| 0     | 85 a 89 | 8     |
| 4     | 80 a 84 | 4     |
| 0     | 75 a 79 | 8     |
| 4     | 70 a 74 | 0     |
| 4     | 65 a 69 | 8     |
| 4     | 60 a 64 | 4     |
| 8     | 55 a 59 | 8     |
| 12    | 50 a 54 | 12    |
| 28    | 45 a 49 | 24    |
| 16    | 40 a 44 | 28    |
| 16    | 35 a 39 | 16    |
| 4     | 30 a 34 | 4     |
| 20    | 25 a 29 | 4     |
| 8     | 20 a 24 | 8     |
| 32    | 15 a 19 | 20    |
| 8     | 10 a 14 | 36    |
| 12    | 5 a 9   | 0     |
| 0     | 0 a 4   | 4     |

## Economia
El 2007 la població en edat de treballar era de 257 persones, 189 eren actives i 68 eren inactives. De les 189 persones actives 177 estaven ocupades (95 homes i 82 dones) i 12 estaven aturades (3 homes i 9 dones). De les 68 persones inactives 15 estaven jubilades, 42 estaven estudiant i 11 estaven classificades com a «altres inactius».

### Ingressos
El 2009 a Guémappe hi havia 138 unitats fiscals que integraven 364,5 persones, la mediana anual d'ingressos fiscals per persona era de 20.814 €.

### Activitats econòmiques
Dels 6 establiments que hi havia el 2007, 1 era d'una empresa de comerç i reparació d'automòbils, 1 d'una empresa de transport, 1 d'una empresa d'hostatgeria i restauració, 2 d'empreses de serveis i 1 d'una empresa classificada com a «altres activitats de serveis».
Dels 2 establiments de servei als particulars que hi havia el 2009, 1 era un taller de reparació d'automòbils i de material agrícola i 1 restaurant.
L'any 2000 a Guémappe hi havia 5 explotacions agrícoles que ocupaven un total de 350 hectàrees.

## Equipaments sanitaris i escolars
El 2009 hi havia una escola elemental integrada dins d'un grup escolar amb les comunes properes formant una escola dispersa.

## Poblacions més properes
El següent diagrama mostra les poblacions més properes.